# Якубаускас Сігітас Броніславович
Сігітас Броніславович Якубаускас (лит. Sigitas Jakubauskas; нар. 29 грудня 1958, Каунас, Литовська РСР) — литовський радянський футболіст. Нападник, захисник. Майстер спорту СРСР (1983). Проживає в місті Ремшайд.

## Життєпис
Починав грати в Каунасі.
У 1978 році дебютував за  «Жальгіріс». З 1980 року - гравець основного складу і головний бомбардир команди.
У 1982 році вніс вирішальний внесок в успіх команди, що завоювала право виступати у вищій лізі чемпіонату СРСР з футболу — забив 23 м'ячі в ворота суперників. У 1983, за підсумками сезону, був включений в список «33-х найкращих» футболістів країни.
У 1985 році був викликаний Едуардом Малофєєвим в збірну СРСР, де провів 1 матч 7 серпня проти  збірної Румунії.
З 1986 року перекваліфікувався в захисники. У 1987 році добився з «Жальгірісом» бронзових медалей і знову був включений в список «33-х найкращих».
Всього у вищій лізі чемпіонату СРСР з футболу провів 213 ігор (рекордсмен «Жальгіріса»), 39 м'ячів. У єврокубках - 6 матчів .
На початку 1990 року поїхав разом з декількома партнерами по «Жальгірісу» в Німеччину, де почав виступати клуб оберліги «Ремшайд». За 2 сезони разом з клубом піднявся до рівня  2-й Бундесліги. Протягом 2 років у 2-й лізі Німеччини провів 45 ігор, забив 6 м'ячів.
У сезоні 1993/94 клуб вже знову грав в оберлігі, а на наступний рік опустився в 4-й дивізіон. У сезоні 1996/97 клуб знову вийшов в 3-ю лігу. У сезоні 1998/99 провів 4 гри за «Ремшайд», після чого з грудня 1998 року став головним тренером «Ремшайд», але при цьому продовжуючи виходити на поле (виходив на поле ще в 8 іграх) . На цій посаді провів з командою три сезони, аж до закінчення сезону 2000/01 .
З сезону 2001/02 працював головним тренером у 2-й команді «Ремшайд» (до закінчення сезону 2009/10). З літа 2012 року — помічник головного тренера основної команди, з листопада 2012 року — головний тренер команди.
Маневрений, працездатний, націлений на ворота. Володів сильним ударом, добре грав головою .

## Досягнення
- Бронзовий призер чемпіонату СРСР 1987 року.
- У списках «33-х найкращих» 2 рази: 1983 р. — № 3 і 1987 р. — № 3.
- Кращий футболіст Литви 1982 р